# 시민법
시민법 (市民法, jus civile)은 전통적인 봉건주의 질서가 서서히 해체되면서 자본을 바탕으로 한 부르주아 혁명에 의해 탄생한 시민사회를 전제로 하여 출현한 법이다.